# Fusus triskaedekagonus
Fusus triskaedekagonus là một loài ốc biển, là động vật thân mềm chân bụng sống ở biển trong họ Fasciolariidae.